# Via Audio
I Via Audio sono un gruppo musicale statunitense formatosi nel 2002 a Brooklyn, New York.

## Formazione

### Formazione attuale
- Tom Deis – voce, chitarra (2003-presente)
- Jessica Martins – voce, chitarra, tastiera, sintetizzatore (2003-presente)

### Ex componenti
- Dan Molad – voce, chitarra, batteria (2003-2007)
- David Lizmi – basso, sintetizzatore (2003-2013)

## Discografia

### Album in studio
- 2007 – Say Something
- 2010 – Animalore
- 2014 – Natural Language

### EP
- 2004 – Via Audio